# Hnojník třpytivý
Hnojník třpytivý (Coprinellus micaceus) je po celém světě rozšířená houba z čeledi křehutkovité (Psathyrellaceae). Pokud se plodnice vaří brzy po sběru, jsou jedlé. Jídlo z hnojníku třpytivého nelze kombinovat s alkoholem, protože hrozí nebezpečí nevolnosti.

## Synonyma
- Agaricus micaceus Bull., Herb. Fr. 6: tab. 246 (1786)
- Coprinus micaceus (Bull.) Fr., Epicr. syst. mycol. (Upsaliae): 247 (1838) [1836-1838]
- Coprinus micaceus f. dermatovelatus E. Ludw., Pilzkompendium (Eching) 2([2]): 233 (2007)
- Coprinus micaceus f. irregularis Vouk & Pevalek, Prirodozl. istrazivanjima Hrvatske i Slavonije 6: 21 (1915)
- Coprinus micaceus (Bull.) Fr., Epicr. syst. mycol. (Upsaliae): 247 (1838) [1836-1838] f. micaceus
- Coprinus micaceus var. elegans Naveau, (1923)
- Coprinus micaceus var. granularis Peck, Ann. Rep. Reg. N.Y. St. Mus. 47: 168 (1894)
- Coprinus micaceus var. hyalinus Bogart, The Genus Coprinus in Washington and Adjacent Western States [Ph.D. dissertation] (Seattle): 234 (1975)
- Coprinus micaceus var. laetior Fr.
- Coprinus micaceus var. mammosus Babos, Stud. Bot. Hungar. 11: 6 (1976)
- Coprinus micaceus (Bull.) Fr., Epicr. syst. mycol. (Upsaliae): 247 (1838) [1836-1838] var. micaceus
- Coprinus micaceus var. nudus Thüm.[1]